# Adam Prażmowski (Mikrobiologe)

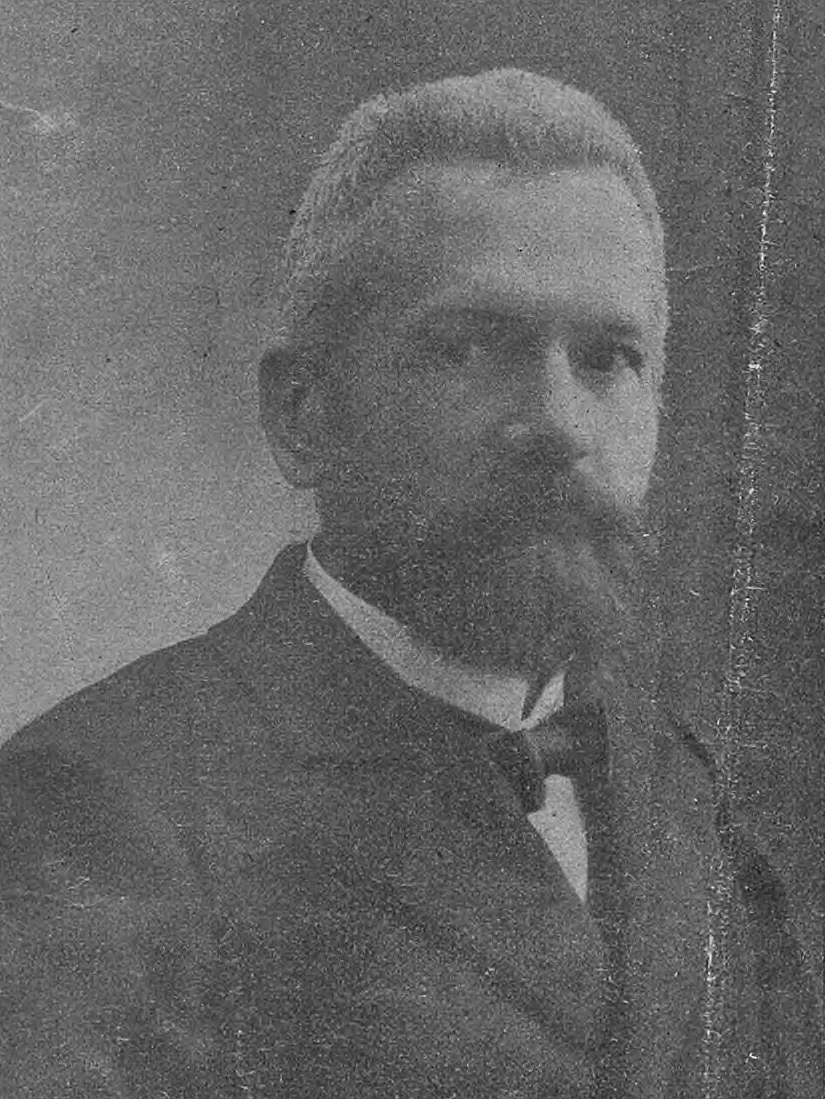
Adam Prażmowski

Adam Prażmowski (* 25. Oktober 1853 in Siedliska bei Jasło; † 20. September 1920 in Krakau) war ein polnischer Mikrobiologe und Botaniker.

## Leben
Bereits im Alter von zehn Jahren verlor Prażmowski seinen Vater, der während des Januaraufstands spurlos verschwand. Die materielle Situation der Familie verschlechterte sich dadurch, so dass er gezwungen war, bereits als Schüler Geld zu verdienen, indem er Nachhilfestunden gab. Dank einem Stipendium konnte er 1873, nachdem er die Abiturprüfung in Przemyśl abgelegt hatte, ein Studium an der Höheren Landwirtschaftsschule in Dublany aufnehmen, das er 1876 mit Auszeichnung abschloss. Ein weiteres Stipendium erlaubte ihm, seine Studien bis 1879 an der Universität Leipzig fortzusetzen. Er belegte naturwissenschaftliche Fächer, insbesondere die Botanik bei August Schenk und Christian Luerssen. 1980 wurde er zum Dr. phil. promoviert und kehrte anschließend nach Dublany zurück, wo er 1881 bis 1882 als Assistent des Pflanzenphysiologen Emil Godlewskis (1847–1930) tätig war. Anschließend arbeitete er als Lehrer der Botanik und Agronomie an der Landwirtschaftlichen Schule in Czernihów. 1893 ließ er sich wegen seines schlechten Gesundheitszustands in den Ruhestand versetzen. Im selben Jahr war Prażmowski Mitbegründer der Handelsvereinigung der Landwirtschaftlichen Genossenschaften (Związek Handlowy Kółek Rolniczych) in Krakau. Bis 1911 blieb er Direktor dieser Organisation. Daneben nahm er um 1910 seine wissenschaftliche Forschungstätigkeit wieder auf. Godlewski ließ ihn sein Labor am Lehrstuhl für Agrarchemie der Jagiellonen-Universität in Krakau nutzen. Diese erteilte ihm 1913 die Lehrbefugnis für Mikrobiologie und Pflanzenzucht. 1919 wurde er zum Professor ernannt. Prażmowski starb 1920 und wurde auf dem Friedhof Rakowicki in Krakau beigesetzt.

## Werk
Adam Prażmowski war einer der Ersten, die sich mit der Systematik der Bakterien beschäftigten, die er anhand der Entwicklung und Keimung ihrer Sporen unterschied. Seine 1884 veröffentlichte Arbeit Historya rozwoju i morfologia prątka wąglikowego (deutsch: Geschichte der Entwicklung und Morphologie des Milzbrandbazillus) war die erste mikrobiologische Veröffentlichung in polnischer Sprache. Prażmowski erkannte früh die Symbiose zwischen Schmetterlingsblütlern und Knöllchenbakterien und entdeckte in Fortführung der Arbeiten Martinus Willem Beijerincks und Hermann Hellriegels, dass die Wurzelknöllchen es diesen Pflanzen ermöglichen, freien Stickstoff aus der Luft zu binden. Es gelang ihm, die Knöllchenbildung an Erbsen mit einer Reinkultur der Knöllchenbakterien im Labor hervorzurufen und den Infektionsverlauf aufzuklären. Mit seiner Arbeit trug er zur Etablierung der Gründüngung zur Erhöhung der Fruchtbarkeit stickstoffarmer Böden bei.
Prażmowski war auch auf dem Gebiet der Pflanzenzüchtung tätig. Er legte das erste Versuchsfeld in Galizien an und arbeitete dort an der Verbesserung von Roggen- und Weizensorten.

## Ehrungen
Prażmowski war ab 1893 korrespondierendes Mitglied der wissenschaftlichen Gesellschaft Akademia Umiejętności.

## Schriften (Auswahl)
- Untersuchungen über Entwickelungsgeschichte und Fermentwirkung einiger Bakterienarten, Dissertation, Leipzig 1880.
- Historya rozwoju i morfologia prątka wąglikowego (Bacillus anthracis Cohn). In: Rozprawy i Sprawozdania z Posiedzeń Wydziału Matematyczno-Przyrodniczego Akademii Umiejętności 12, 1884, S. 87–112.
- Das Wesen und die biologische Bedeutung der Wurzelknöllchen der Erbse. In: Botanisches Centralblatt 39, 1889, S. 356–362 (Online).